# Дес-Плейнс (река)
Дес-Плейнс (англ. Des Plaines) — река в штатах Висконсин и Иллинойс (США), приток реки Иллинойс, образующейся при слиянии рек Дес-Плейнс и Канкаки. Соединена каналом с рекой Чикаго. Примерная длина основного русла 240 км, площадь водосборного бассейна 3769 км², наиболее значительные притоки — Солт-Крик и Ду-Пейдж.

## География и гидрография
Общая длина реки в основном течении — около 150 миль (240 км), суммарная площадь водосборного бассейна — 931 389 акров (3769 км2). Водосборный бассейн захватывает частями территории округов Расин и Кеноша в Висконсине, Лейк, Кук, Ду-Пейдж и Уилл в Иллинойсе.
Истоки реки расположены на юго-востоке Висконсина, по одним источникам, в округе Кеноша, по другим — в заболоченной местности к югу от деревни Юнион-Гров в округе Расин. По территории округа Кеноша течёт на юг в сторону границы с округом Лейк в Иллинойсе, которую пересекает восточнее шоссе 94. На территории Иллинойса длина основного русла в общей сложности составляет, по разным оценкам, от 105 миль (169 км) до 177 км. Вначале река продолжает течь на юг до округа Кук, где пересекает северо-западные пригороды Чикаго, и у Лайонса поворачивает на юго-запад, параллельно Чикагскому санитарно-судовому каналу. Там же в Дес-Плейнс впадает крупный приток Солт-Крик. Протекает мимо Локпорта и Джолиета, у которого сливается с Канкаки, образуя реку Иллинойс. Другой крупный приток, река Ду-Пейдж, впадает в Дес-Плейнс чуть выше её слияния с Канкаки.
С 1900 года Дес-Плейнс соединена у Джолиета с южным рукавом реки Чикаго Чикагским санитарно-судовым каналом.

## История
Европейцы впервые посетили реку в 1673 году, в ходе экспедиции Маркетта и Жолье. Местные индейцы показали путешественникам наиболее удобный путь из долины Миссисипи к Великим озёрам — вверх по реке Иллинойс, а оттуда по Дес-Плейнс до узкой болотистой перемычки, по которой проходил волок к реке Чикаго. После этого Дес-Плейнс стала частью главного торгового пути от озера Мичиган на запад к Миссисипи. В этот период, в зависимости от погоды, часть воды Дес-Плейнс уходила на восток, в направлении озера Мичиган, где питала ныне не существующее озеро Мад-Лейк.
В 1900 году было завершено строительство Чикагского санитарно-судового канала, связавшего южный рукав Чикаго с Дес-Плейнс у Джолиета. Новый канал также соединялся с действовавшим с 1848 года Иллинойсско-Мичиканским каналом. Строительство канала изменило направление течения в реке Чикаго, в результате чего вода озера Мичиган стала попадать в Дес-Плейнс, а оттуда в конечном итоге в Миссисипи. При прокладке канала русло Дес-Плейнс было немного сдвинуто на север; новое русло начинается у железнодорожного моста, обслуживающего трассу Atchison, Topeka and Santa Fe Railway, и соединяется со старым у Локпорта, южнее места соединения с Чикагским каналом.
Со временем на территориях вокруг Дес-Плейнс оказались плотно заселены. Крупномасштабные дренажные работы, целью которых было осушение близлежащих болот, привели к некоторому углублению русла Дес-Плейнс и участившимся наводнениям в дождливые периоды, когда вода стекает в реку, более не задерживаясь в болотах.